# STS-59
STS-59 e шевстдесет и втората мисия на НАСА по програмата Спейс шатъл и шести полет на совалката Индевър. Това е и първата мисия на:
т. нар. „Космическа радарна лаборатория“ SRL-1 (Space Radar Laboratory), изведена с помощта на модула Spacelab.

## Екипаж
| Пост                                               | Астронавт                             |
| -------------------------------------------------- | ------------------------------------- |
| Командир                                           | Сидни Гутиерес втори космически полет |
| Пилот                                              | Кевин Чилтън втори космически полет   |
| Командир на полезния товар Специалист на мисията 1 | Линда Годуин втори космически полет   |
| Специалист на мисията 2                            | Джером Апт трети космически полет     |
| Специалист на мисията 3                            | Майкъл Клифорд втори космически полет |
| Специалист на мисията 4                            | Томас Джоунс първи космически полет   |

- Броят на полетите е преди и включително тази мисия.

## Полетът
След две отлагания совалката стартира успешно за шести път на 9 април 1994 г. Основната цел на мисия STS-59 е изучаване на глобалните процеси в атмосферата на Земята и измененията на климата. Веднага след излизането в орбита екипажът активира намиращата се в товарния отсек на совалката „Космическа радарна лаборатория“ SRL-1 (Space Radar Laboratory), в състава на която влизат два радара: радар за радиолокационно заснимане SIR-C (Shuttle Imaging Radar) и Х-бандов радар със синтезирана апертура X-SAR (X-band Synthetic Aperture Radar). На борда се намира и прибор за наблюдение и изследване на замърсеността на атмосферата MAPS (Measurement of Air Pollution from Satellite). Екипажът е разделен на два екипа, тъй като работата трябва да се извършва денонощно.
На петия ден от полета, екипажът на совалката „Индевър“ се свързват с екипажа на орбиталната станция Мир с помощта на любителско радио и си разменят поздравления помежду си.
По време на полета са:
- Събрани са данни за размера и разпределението на въглеродния окис в горните слоеве на атмосферата на Земята.
- Направени са чрез радарните наблюдения, океанографско, геоложко, хидроложко и сеизмоложко проучване и наблюдение на движението на тектоничните плочи на планетата.
- Данните, записани по време на мисия STS-59 са с еквивалентен обем от 20 000 писмени енциклопедии, а получените на борда радарни изображения, са от около 70 милиона кв. km от повърхността на Земята, включително суша и море, което представлява около 25% от цялата площ на планетата.

Полетът е удължен с един ден заради лошото време в района на кацането.

## Параметри на мисията
- Маса:
  - При кацане: ? кг
  - Маса на полезния товар: 12 490 кг
- Перигей: 204 км
- Апогей: 218 км
- Инклинация: 56,9°
- Орбитален период: 88.7 мин.

## Галерия
- Поглед към товарния отсек на совалката.
- Кацането на совалката.